# Bilbilicallia bifasciata
Bilbilicallia bifasciata är en insektsart som beskrevs av Jacobi 1928. Bilbilicallia bifasciata ingår i släktet Bilbilicallia och familjen sköldstritar. Inga underarter finns listade i Catalogue of Life.